# Iso Savikarta
Iso Savikarta är en ö i Finland.   Den ligger i kommunen Euraåminne i den ekonomiska regionen  Raumo ekonomiska region  och landskapet Satakunta, i den sydvästra delen av landet, 230 km nordväst om huvudstaden Helsingfors.